# Schlacht um Nürnberg
1944: Overlord · Dragoon · Mons · Market Garden · Scheldemündung · Aachen · Hürtgenwald · Queen · Elsass-Lothringen · Ardennen
1945: Nordwind · Bodenplatte · Blackcock · Colmar · Veritable · Grenade · Blockbuster · Lumberjack · Undertone · Plunder · Flashpoint · Aschaffenburg · Würzburg · Ruhrkessel · Friesoythe · Nürnberg
In der Schlussphase des Zweiten Weltkrieges in Europa wurden im April 1945 die bayerischen Städte von Verbänden der US Army eingenommen, die nach dem Scheitern der Ardennenoffensive und des Unternehmens Nordwind von Westen her vordrangen. Die Schlacht um Nürnberg dauerte fünf Tage; sie forderte mindestens 901 Tote. Die Einnahme Nürnbergs durch Einheiten der 7. US-Armee war von hohem Symbolwert; strategisch war das großteils zerstörte Nürnberg in dieser Phase des Krieges nicht von besonderer Bedeutung. Die militärische Verteidigung Nürnbergs war aufgrund der Gesamtlage sowie aufgrund der Überlegenheit der US Army aussichtslos. Zur Ausführung des Nerobefehls kam es nicht mehr, so dass wichtige Infrastruktur erhalten blieb.

## Vorgeschichte
Nach der Befreiung Frankreichs von der deutschen Besatzung drangen US-amerikanische Truppen über den Rhein in Richtung Bayern vor, wie dies nach der Konferenz von Teheran vom Supreme Headquarters Allied Expeditionary Force, dem Alliierten Hauptquartier in Nordwesteuropa unter General Dwight D. Eisenhower geplant war. Die Verteilung der militärischen Aufgaben entsprach geographisch den auf der Konferenz von Jalta bereits skizzierten späteren Besatzungszonen. Somit oblag es der US Army, Bayern zu erobern und die Herrschaft des Nationalsozialismus sowie den Zweiten Weltkrieg dort zu beenden. Der Widerstand, den die verbliebenen deutschen Truppen dem weit überlegenen Gegner entgegensetzten, war unterschiedlich stark. Während im Westen Deutschlands manche Städte bei Annäherung der amerikanischen Streitkräfte kampflos übergeben wurden, begannen an einigen Orten Kämpfe unterschiedlicher Schwere.
Nürnberg war in der Zeit des Nationalsozialismus als „Stadt der Reichsparteitage“ sowohl aus deutscher als auch aus alliierter Wahrnehmung von besonderer politischer Bedeutung. Daher entwickelte sich die Einnahme Nürnbergs durch US-amerikanische Truppen zur Schlacht um Nürnberg.

## Bevölkerung

Bevölkerungsentwicklung von Nürnberg zwischen 1920 und 1950

In Nürnberg lebten gegen Ende des Zweiten Weltkrieges noch 196.270 Menschen. 415.813 Einwohner wurden im Jahr 1933 und rund 423.000 im Mai 1939 bei einer Volkszählung erfasst (siehe Einwohnerentwicklung von Nürnberg). Das Absinken der Bevölkerungszahl ist auf mehrere, in der Hauptsache kriegsbedingte Faktoren zurückzuführen. Ein Großteil der wehr- und arbeitsfähigen Männer war zu Wehrmacht, SS, Reichsarbeitsdienst und anderen militärischen und staatlichen Organisationen sowie zu Gliederungen der NSDAP eingezogen worden oder hatte sich freiwillig gemeldet. Zahlreiche Frauen waren zum Deutschen Roten Kreuz dienstverpflichtet worden oder hatten sich freiwillig gemeldet; dies war häufig mit einem Weggang aus Nürnberg verbunden. Im Zuge der „erweiterten Kinderlandverschickung“ und der „Mutter-Kind-Verschickung“ wurden, durch Hitlerjugend und Nationalsozialistische Volkswohlfahrt organisiert, Kinder und Jugendliche bis zum Alter von 14 Jahren sowie bei Kleinkindern auch deren Mütter in vor allem ländliche Gebiete verbracht, um sie der Gefahr durch Luftangriffe zu entziehen. Darüber hinaus wurde durch die Aktion „Verschickung zu Verwandten“ die Einwohnerzahl Nürnbergs weiterhin reduziert. Ausgebombte Nürnberger fanden teilweise Unterkunft auf dem Land; andere zogen aufgrund der besseren Versorgung mit Lebensmitteln in die umliegenden Dörfer, wenn ihnen das aufgrund der bestehenden Arbeitspflicht gestattet wurde.
Durch die Deportation der rund 2000 Nürnberger Juden in die Vernichtungslager sank die Bevölkerungszahl weiter ab. Schließlich wurden am 7. April 1945 alle Frauen mit Kindern oder ohne kriegswichtige Verpflichtung sowie alle älteren Einwohner aufgefordert, die Stadt zu verlassen, die zum rückwärtigen Operationsgebiet erklärt worden war, nachdem amerikanische Einheiten den Raum Würzburg erreicht hatten und damit etwa 100 Kilometer vor Nürnberg standen.
Neben diesen die Bevölkerungszahl reduzierenden Faktoren wurden andere Personen in Nürnberg angesiedelt bzw. dorthin verschleppt, so insbesondere französische und italienische Kriegsgefangene und Zwangsarbeiter aus der Sowjetunion, aus Polen und der Tschechoslowakei. Im April 1945 bestand die Nürnberger Bevölkerung überwiegend aus Frauen, nicht verschickten Kindern, uk-gestellten männlichen und alten und kranken Bürgern beiderlei Geschlechts sowie kaserniert lebenden Kriegsgefangenen und Zwangsarbeitern.

## Luftkrieg

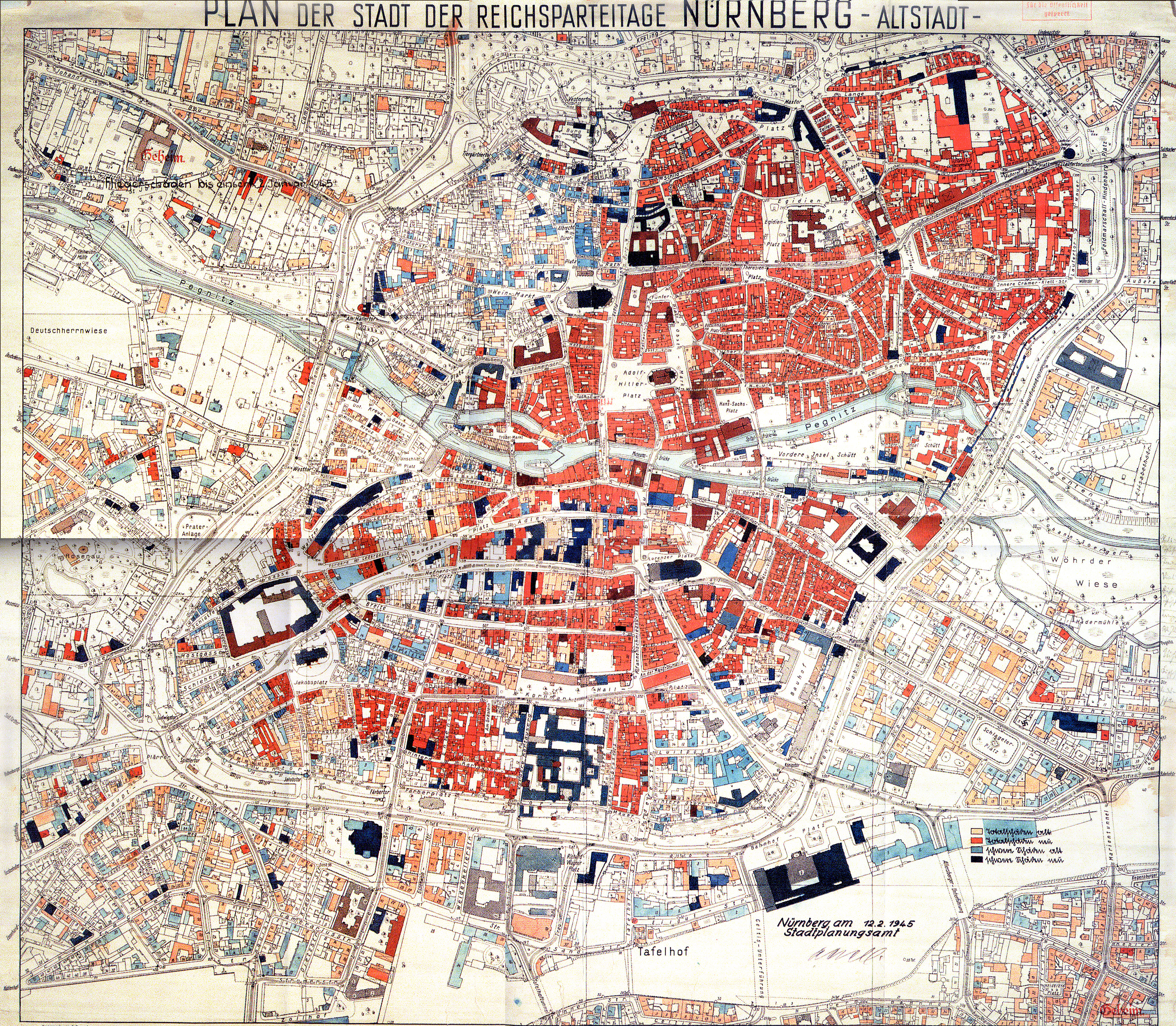
Luftkriegsschäden bis einschließlich 3. Januar 1945, amtliche Karte
Hellrot bzw. Rot: Totalschäden vor dem bzw. am 2. Januar 1945
Hellblau bzw. Blau: Schwere Schäden vor dem bzw. am 2. Januar 1945

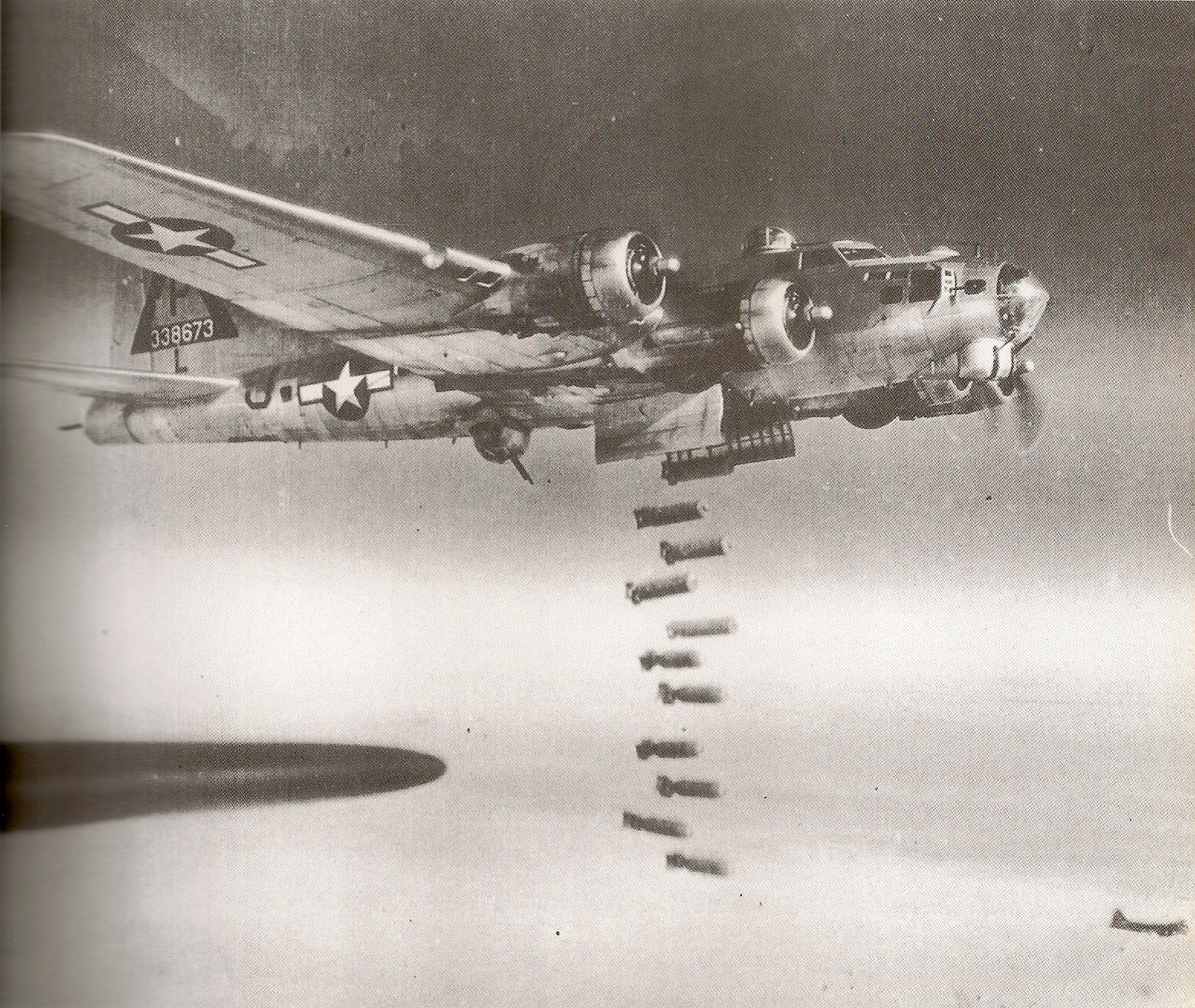
US B-17 im Februar 1945 über Nürnberg

Die Stadt war durch Luftangriffe der britischen Royal Air Force sowie den United States Army Air Forces schwer geschädigt. Die Luftangriffe auf Nürnberg (mit mehr als zehn Toten) waren im Einzelnen:
| Nr.    | Datum                 | Art des Angriffs                  | Todesopfer    |
| ------ | --------------------- | --------------------------------- | ------------- |
| 1      | 29. August 1942       | Nachtangriff der Royal Air Force  | 137           |
| 2      | 25./26. Februar 1943  | Nachtangriff der Royal Air Force  | 16            |
| 3      | 8./9. März 1943       | Nachtangriff der Royal Air Force  | 316           |
| 4      | 10./11. August 1943   | Nachtangriff der Royal Air Force  | 582           |
| 5      | 27./28. August 1943   | Nachtangriff der Royal Air Force  | 89            |
| 6      | 31. März 1944         | Nachtangriff der Royal Air Force  | 75            |
| 7      | 10. September 1944    | Tagangriff der US Army Air Forces | 74            |
| 8      | 3. Oktober 1944       | Tagangriff der US Army Air Forces | 365           |
| 9      | 19. Oktober 1944      | Nachtangriff der Royal Air Force  | 243           |
| 10     | 25./26. November 1944 | Nachtangriff der Royal Air Force  | 72            |
| 11     | 28. November 1944     | Nachtangriff der Royal Air Force  | 24            |
| 12     | 2. Januar 1945        | Nachtangriff der Royal Air Force  | rund 1800     |
| 13     | 20. Februar 1945      | Tagangriff der US Army Air Forces | zusammen 1390 |
| 14     | 21. Februar 1945      | Tagangriff der US Army Air Forces | zusammen 1390 |
| 15     | 16. März 1945         | Nachtangriff der Royal Air Force  | 597           |
| 16     | 5. April 1945         | Tagangriff der US Army Air Forces | 195           |
| 17     | 11. April 1945        | Tagangriff der Royal Air Force    | 91            |
| Gesamt | Gesamt                | Gesamt                            | rund 6066     |

Der schwerste Luftangriff auf Nürnberg fand am 2. Januar 1945 von 19:20 Uhr bis 20:06 Uhr statt; er wurde von der Royal Air Force mit 521 viermotorigen Bombern geführt. Bei diesem Angriff wurde insbesondere die Altstadt schwer getroffen. Das Ausmaß der Zerstörungen bis zum 2. Januar 1945 ist auf der Karte rechts oben dargestellt. Hierbei stehen hellrot und rot für Totalschäden, hellblau und blau für schwere Schäden, jeweils vor dem bzw. am 2. Januar 1945.
Weitere Luftangriffe, die bereits den Zweck verfolgten, den herannahenden Bodentruppen die Einnahme der Stadt zu erleichtern und den deutschen Truppen die Verteidigung im Bodenkampf zu erschweren, wurden am 20. und 21. Februar von den US Army Air Forces mit 850 bzw. 1100 viermotorigen Bombern geflogen. Den gleichen Zweck verfolgte ein Angriff der Royal Air Force am 16. März 1945. Am 5. und am 11. April 1945 griffen amerikanische Luftverbände nochmals die Altstadt und vor allem den Rangierbahnhof an, auf dem jeder Verkehr ab dem 11. April bis nach Kriegsende vollständig zum Erliegen kam. Bei den beiden letztgenannten Angriffen war die Zahl der Getöteten mit insgesamt 286 relativ gering.
Der Luftangriff am 11. April 1945 war der letzte Luftangriff auf Nürnberg. Damit war Nürnberg sturmreif bombardiert worden. In der Altstadt waren etwa 90 Prozent aller Gebäude vollständig zerstört oder unbewohnbar.

## Vorbereitungen auf deutscher Seite

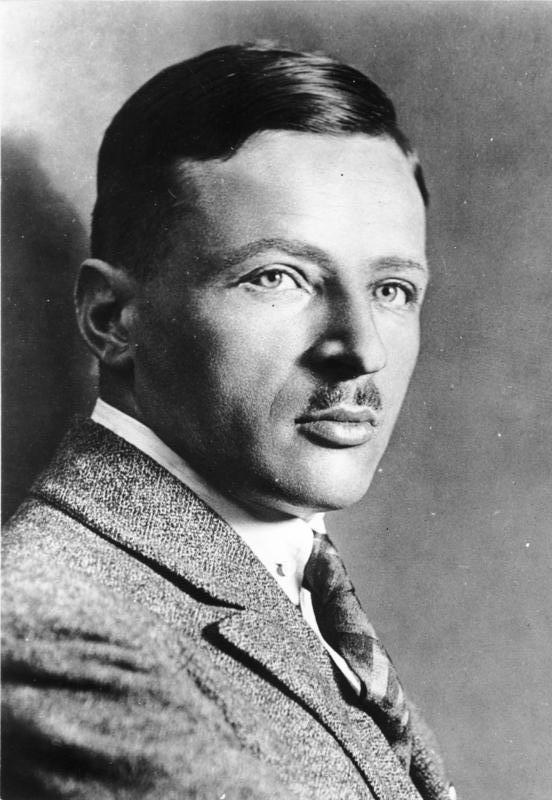
Karl Holz
Aufnahme unbekannten Datums aus dem Hauptarchiv der NSDAP im Bestand des Bundesarchivs

Auf deutscher Seite waren die Entscheidungsträger
- Oberbürgermeister Willy Liebel[7]
- Gauleiter und Reichsverteidigungskommissar Karl Holz
- Kampfkommandant Oberst Richard Wolf

In Nürnberg standen zur Verteidigung folgende Einheiten bereit:
- Teile des SS-Panzergrenadierregiments 38, das zur 17. SS-Panzergrenadier-Division „Götz von Berlichingen“ gehörte
- Teile des Luftwaffen-Feldregiments 21
- diverse Ersatztruppenteile
- Landesschützen
- Flugplatzbodenpersonal
- Reichsarbeitsdienst (RAD)
- „Panzervernichtungsbataillone“ der Hitlerjugend
- Volkssturm
- Volksaufgebot: Frauen im Alter von 16 bis 50 Jahren sowie Männer, die nicht zum Volkssturm eingezogen waren; das Volksaufgebot hatte insbesondere Schanzarbeiten auszuführen. Es kam jedoch mangels Beteiligung nicht mehr zum Einsatz und blieb daher theoretisch.
- sogenannte Hilfswillige aus der Sowjetunion

Insgesamt handelte es sich um 11.000 bis 12.000 Männer und Jugendliche ab 14 Jahren. Die Ausstattung der Einheiten war schwach; so standen keine Panzer und keine schwere Artillerie zur Verfügung. Die wesentlichen Waffen waren – neben Gewehren und Pistolen – die etwa 140 Flak-Geschütze in der Stadt, unter ihnen mehrere, von den Alliierten auch als Artillerie gefürchtete 8,8-cm-Flakgeschütze, die überwiegend ortsfest waren und von RAD-Männern, Hitlerjungen und sowjetischen „Hilfswilligen“ bedient wurden. Munitionsmangel bestand nicht, nachdem ein im Nürnberger Rangierbahnhof festliegender Munitionszug mit erheblichen Mengen an Flak-Munition aufgefunden worden war.
Ein Teil der Verbände war abgekämpft, dezimiert und nach Franken zur Auffrischung und Auffüllung verlegt worden (SS-Panzergrenadierregiment 38 und Luftwaffenfeldregiment 21). Der andere Teil der Verbände war nicht oder unzureichend ausgebildet, hatte keine Uniformen, sondern trug laut Befehl des Volkssturms „Räuberzivil mit sportlicher Note“ und eine Armbinde, die den Träger als Kombattanten auswies. Letzteres war von wesentlicher Bedeutung, weil Kämpfende, die nicht als Angehörige einer Streitmacht ausgewiesen waren, als Partisanen und damit als Verbrecher angesehen und behandelt wurden. Ferner fehlten insbesondere dem Flugplatzbodenpersonal, den Hitlerjungen und dem Volkssturm teilweise jede Bewaffnung. Zur Erläuterung solcher Umstände dient ein Tagesbefehl aus der Schlacht um Berlin des dortigen Reichsverteidigungskommissars Joseph Goebbels: „Letztlich sind Waffen nicht so wichtig; in der Schlacht wird sich der Soldat schon irgendwie eine Waffe verschaffen“. Hierzu passt die Aufforderung des NSDAP-Gauinspektors Georg Haberkern, dass die von der Hitlerjugend eingesetzten Kombattanten den amerikanischen Soldaten „die Kehle abbeißen“ sollen. Von den letztgenannten Verbänden waren lediglich die Hitlerjungen außer mit ihren für den Kampfeinsatz nutzlosen Fahrtenmessern noch mit der Panzerfaust ausgestattet, mit der Panzer auf eine Distanz von wenigen Metern bekämpft werden konnten. Kampfkommandant Wolf versuchte, das Vordringen der Amerikaner durch Gräben und Panzersperren aus Holzlatten und Straßenbahnwagen aufzuhalten. Diese Maßnahmen waren von zweifelhafter Wirkung. Wolf erwartete das Eintreffen der amerikanischen Verbände von Westen her, also von der Nachbarstadt Fürth; diese Annahme erwies sich als falsch. Er bereitete aufgrund dieser falschen Annahme die Sprengung der verbliebenen Brücken über den Fluss Rednitz vor.
Ein Schüler beschrieb den Einsatz seines 50-jährigen Vaters als Volkssturmmann bei der Schlacht um Nürnberg wie folgt: „Ausgerüstet mit einem französischen Gewehr von 1865, zehn Patronen, nur zu einem italienischen Gewehr von 1870 passend, eine Panzerfaust ohne Zünder – im Angesicht zweier im Stadtgraben vor der Burg abgeketteter Ochsen, die als Nahrung während der Belagerung dienen sollten, (sollte er) die Burg von Nürnberg verteidigen […]. Die ganze Tätigkeit bestand nur in der Hissung der weißen Flagge und Übergabe der Burg an die Befreier“.
Die deutschen Einheiten waren an den westlichen Einfallstraßen, insbesondere der Fürther Straße, sowie an mehreren Punkten entlang der Hauptverkehrsstraßen konzentriert. Am 7. April 1945 wurde Nürnberg zum „rückwärtigen Operationsgebiet“ erklärt, am 13. April wurde der Volkssturm einberufen. Damit waren die Vorbereitungen abgeschlossen.

## Vorbereitungen auf amerikanischer Seite

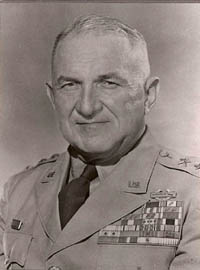
General John W. O’Daniel

Die amerikanische 3. US-Infanteriedivision unter General John W. „Iron Mike“ O’Daniel war nach Kämpfen am Westwall über den Rhein gesetzt und hatte Bamberg (13. April 1945) und Erlangen (16. April 1945) eingenommen. Parallel nördlich und östlich von ihr drang die 45. US-Infanteriedivision unter General Robert T. Frederick über Worms und Aschaffenburg vor (siehe Schlacht um Aschaffenburg). Beide Einheiten wurden für die Endkämpfe um Nürnberg, Augsburg und München zum XV. Korps unter dem Befehl von Lieutenant General Wade H. Haislip vereinigt und der 7. Armee unterstellt. Von Westen näherte sich die dem XXI. Corps unterstellte 42. US-Infanteriedivision und, weiter entfernt und als Unterstützungsgruppe, die 12. US-Panzerdivision, von Osten die 14. US-Panzerdivision, von Süden die 106. Armoured Cavalry Group. Die Kämpfe wurden auf amerikanischer Seite geleitet vom Kommandeur der 3. Infanteriedivision, General O’Daniel.
Insgesamt hatten die bereitgestellten Einheiten eine Stärke von etwa 100.000 Mann; die in die Kämpfe tatsächlich eingreifenden Truppen (insbesondere 3. und 45. Infanteriedivisionen) von etwa 30.000 Mann. Diese Divisionen waren mit Panzern, Artillerie und schwerer Artillerie ausgestattet. Die anderen um Nürnberg zusammengezogenen Einheiten wurden bereits nicht mehr benötigt; der Krieg war in seiner letzten Phase. Um Überraschungen wie die Ardennen-Offensive im Dezember 1944 zu vermeiden, begleiteten sie als Reserve-Einheiten die kämpfenden Truppen. Ein weiterer Grund dafür, den Vormarsch mit dieser Kampfstärke fortzusetzen, bestand in der Sorge der amerikanischen Generalität, dass die nachrichtendienstlichen Meldungen, es könnte seitens der Deutschen ein Reduit in den Alpen, die sogenannte Alpenfestung, bestehen, zutreffend seien. Zur Realisierung der Alpenfestung war es jedoch nicht mehr gekommen. Der Ring um Nürnberg war im Südwesten zunächst nicht geschlossen, so dass sich die deutschen Truppen über die Rothenburger Straße hätten zurückziehen können. Dies entsprach der Taktik der amerikanischen Heerführung, die versuchte, die Verluste gering zu halten, während auf deutscher Seite trotz drückender Unterlegenheit Massen- und Materialschlachten gesucht wurden, was militärhistorisch als unvernünftig zu werten ist. Die deutschen Truppen zogen sich, von Einzelpersonen (Deserteuren) abgesehen, nicht zurück. So begann am 16. April 1945 gegen Mittag die Schlacht um Nürnberg.

## Kampfhandlungen

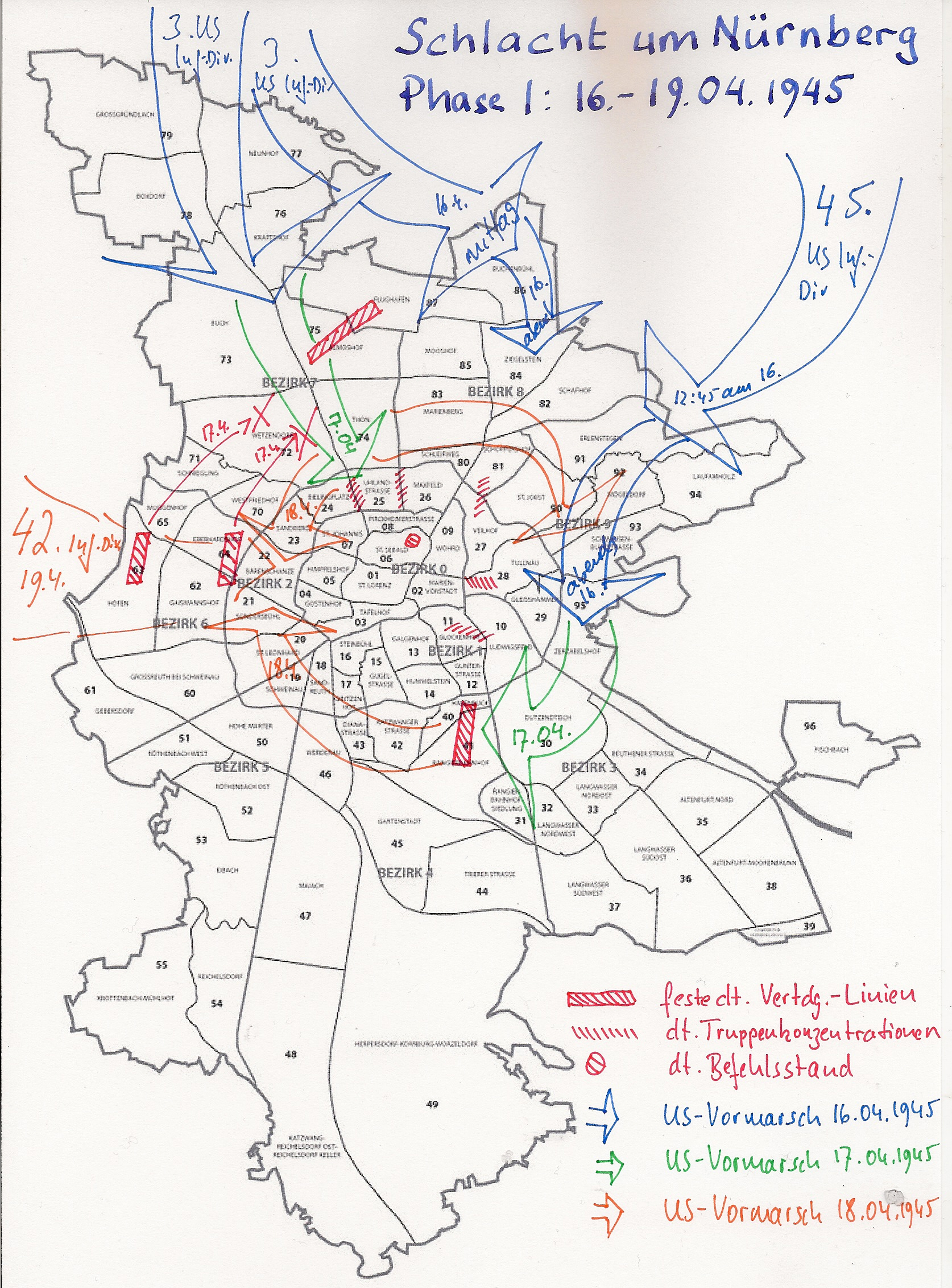
Verlauf der Schlacht um Nürnberg
Phase 1: 16.–19. April 1945

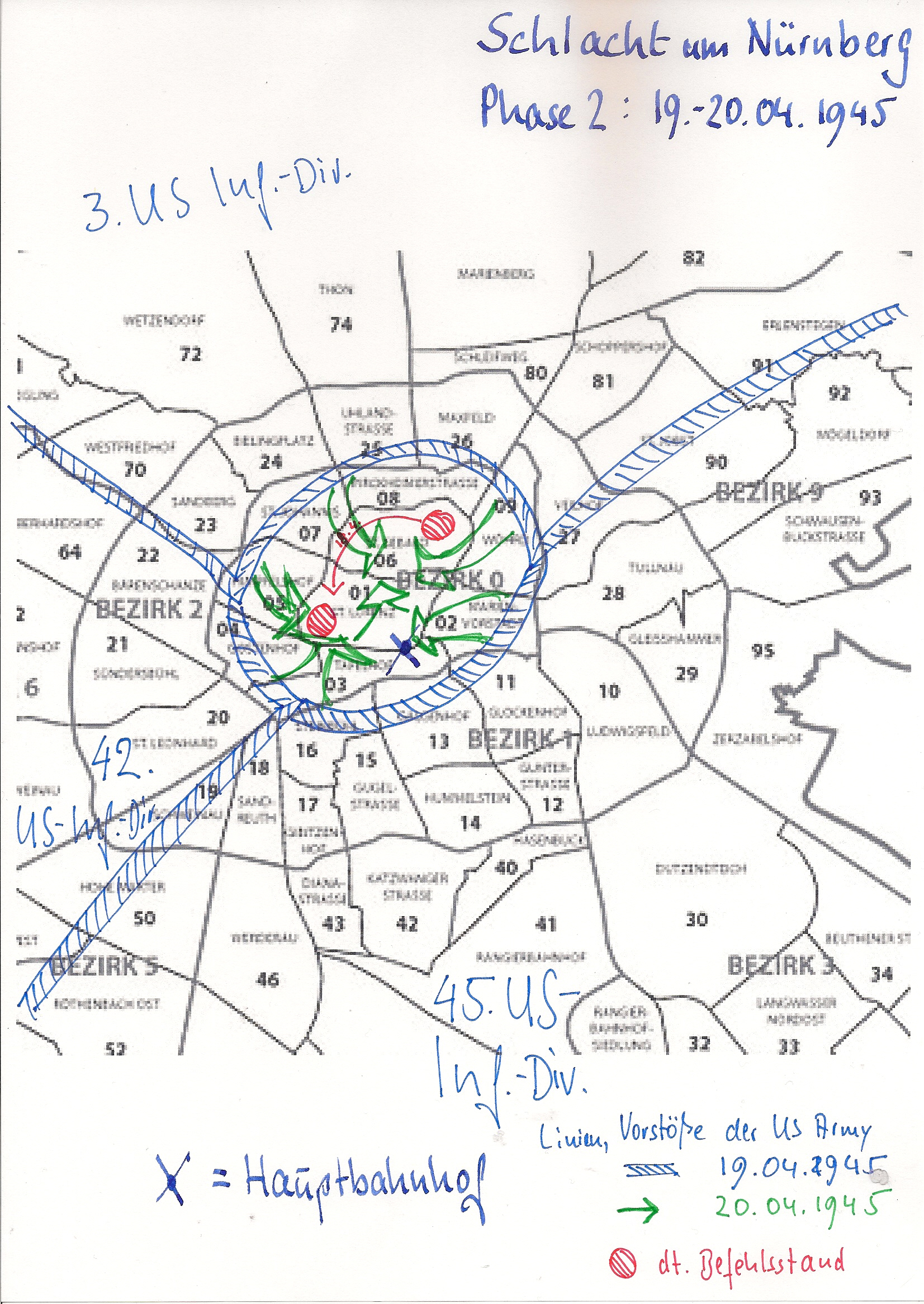
Verlauf der Schlacht um Nürnberg
Phase 2: 19.–20. April 1945

### Äußere Kampfbedingungen
Das Wetter war während der gesamten Kampfhandlungen frühlingshaft warm und freundlich. Es war trocken. Da im Deutschen Reich bereits ab dem 2. April 1945 die Sommerzeit galt, begannen die Kampftätigkeiten jeweils zu einer frühen Tagesstunde.

### 16. April 1945, Montag
Als Reichsverteidigungskommissar Holz Meldungen vorlagen, dass sich die Amerikaner mit stark überlegenen Truppen, großen Mengen von Panzern, Artillerie und schwerer Artillerie näherten, machte Holz sich daran, die Selbstzerstörung Nürnbergs nach dem sogenannten Nerobefehl Adolf Hitlers vom 19. März 1945 einzuleiten. Danach waren bei Annäherung der Alliierten an eine Stadt alle Einrichtungen der Infrastruktur wie Gaswerke, Wasserwerke, Kläranlagen, Kraftwerke, Brücken, Fernmeldeämter zu zerstören. Es lag in Hitlers erklärter Absicht, den Wert einer eingenommenen Stadt für die Alliierten zu verringern. Zudem bräuchte man selbst auf die primitivsten Bedürfnisse des deutschen Volkes keine Rücksicht mehr zu nehmen, da es gegen die stärkeren Ost-Völker versagt und somit abzutreten hätte. Gauleiter Holz gab am 16. April 1945 den Befehl, die Selbstzerstörung auszulösen. Hierzu sollte über den Sender Nürnberg das Kommando „Achtung! Achtung! Sonderkommando Z: Code ‚Puma‘!“ gesendet werden. In stillschweigendem oder einvernehmlichem Zusammenwirken des eher zur Übergabe bereiten Oberbürgermeisters Liebel und des Sprechers des Senders, Wachtmeister der Flak-Artillerie Arthur Schöddert, wurde der Befehl, der vermutlich Tausende von Menschenleben gefordert hätte, nicht gesendet. Auch auf eine Rückfrage durch Holz am Folgetag versicherte Onkel Baldrian, wie Schöddert wegen seiner beruhigenden Stimmlage in der Bevölkerung genannt wurde, wahrheitswidrig, dass er das Zerstörungskommando zweimal vorgelesen habe. Ferner befahl Holz, die im Kühllager der Linde AG gelagerten Nahrungsmittel, 1,75 Millionen Kilogramm gefrorenes Fleisch und 670.000 Kilogramm Butter, an die Bevölkerung auszugeben. Dies sollte mit künftigen Lebensmittelmarken nach dem angestrebten Zurückweisen des amerikanischen Angriffs verrechnet werden. Daraus ist ersichtlich, dass die Vorräte nicht in die Hände der Amerikaner fallen sollten, falls diese doch Nürnberg einnehmen würden. Damit ist die Schlacht um Nürnberg für viele Bewohner der Stadt assoziiert mit den ersten umfangreichen Mahlzeiten (vier Pfund Rindfleisch pro Person) seit der radikalen Kürzung der Lebensmittelzuteilungen im Winter 1941/1942. Im März 1945 wurden einem „Normalverbraucher“ pro Woche 1700 Gramm Brot, 250 Gramm Fleisch, 125 Gramm Fett zugeteilt.
Gegen Mittag erreichten die ersten amerikanischen Panzer bei Erlenstegen die Stadtgrenze von Osten her. Um 12:45 Uhr wurde irrtümlich erst Fliegeralarm, dann Panzeralarm, auch als Feindalarm bezeichnet, gegeben. Da die Luftschutzsirenen zusammen mit den zerstörten Häusern funktionsunfähig wurden, wurde der Alarm im Rundfunk und durch Lautsprecherwagen bekanntgegeben. Die nichtkämpfende Bevölkerung wurde aufgefordert, die Keller aufzusuchen. Noch am 16. April drangen die Panzerspitzen der 3. Division über Buchenbühl nach Ziegelstein und die der 45. Division über Erlenstegen nach Südwesten in Richtung Rangierbahnhof vor. Zu größeren Kampfhandlungen kam es bis zum Einbruch der Dunkelheit nicht. Beide Seiten versuchten, Kampfhandlungen während der Dunkelheit zu vermeiden. Aufgrund der Verdunkelungsmaßnahmen war keine Beleuchtung vorhanden, sodass für beide Seiten die Gefahr von Eigenbeschuss als zu hoch eingeschätzt wurde. Davon ausgenommen war Artilleriebeschuss durch die US Army, nachdem Geschossrichtung und Vorhaltewinkel noch bei Helligkeit ermittelt worden waren.

### 17. April 1945, Dienstag
Am 17. April 1945 begann das Artilleriefeuer auf Nürnberg. Eine telefonische Aufforderung zur Einstellung der Kämpfe und Übergabe der Stadt ließ Oberbürgermeister Willy Liebel unbeantwortet; vermutlich wäre ein solcher Entschluss gegen den fanatischen Gauleiter Karl Holz nicht durchsetzbar gewesen. Hierbei ist zu beachten, dass die politische Macht zwischen Liebel und Holz geteilt war, Holz aber die stärkere Position innehatte, die er durch einen Telegrammwechsel mit Hitler gerade in den hier behandelten Tagen weiter festigte. Das Weinlager im Zolllager wurde von Nürnbergern geplündert. Zahlreiche Betrunkene, die in der Stadt unterwegs waren und dort „… groteske Orgien der Trunkenheit“ feierten, wurden teilweise von Artilleriegranaten getroffen, verletzt und getötet. Auch wurden am Rangierbahnhof Güterwaggons mit Lebensmitteln aufgebrochen und geplündert; insbesondere Butterschmalz soll die Beute gewesen sein; ebenfalls wurde das städtische Kleiderdepot von Plünderern gestürmt; erste Angriffe auf private Unternehmen kamen vor. Die amerikanischen Einheiten kamen an diesem Tag weiter voran, auch an den Zentren des deutschen Widerstands in Almoshof, Lohe (3. Inf.-Div.) und an der SS-Kaserne im Süden der Stadt (45. Inf.-Div.). Am Abend des 17. April war die deutsche Hauptkampflinie im Norden, Osten und Südosten verloren.

### 18. April 1945, Mittwoch

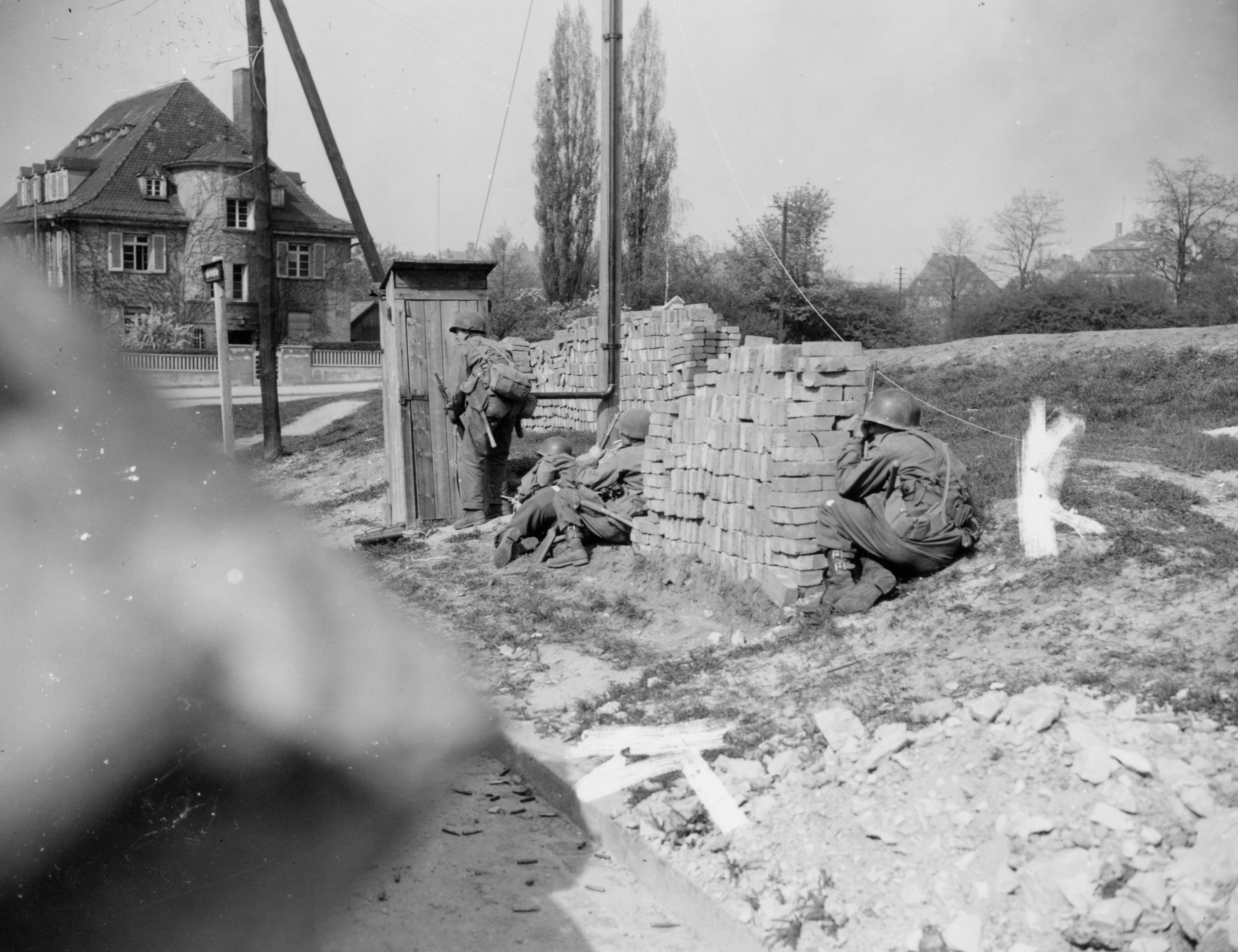
US-Soldaten der 3. Inf.-Div. rücken am 18. April 1945 in St. Jobst (Hardenbergstraße) vor

Am 18. April 1945 steigerte sich der Widerstand der Verteidiger. 
Insbesondere entlang der Haupteinfallstraßen im Norden, Osten und Südosten (Bucher Straße, Rollnerstraße, Bayreuther Straße, Sulzbacher Straße, Ostendstraße und Regensburger Straße) stellten sich vor allem SS- und Luftwaffeneinheiten in Straßenkämpfen den vordringenden US-Soldaten entgegen, konnten aber deren Vormarsch nicht verhindern. Die bei den Kämpfen verursachten Zerstörungen, die in Verbindung mit den Schäden und Verwüstungen aus den Luftangriffen teilweise nichts Identifizierbares mehr hinterließen, können in den genannten Straßen anhand der heutigen Bebauung noch lokalisiert werden. Am Abend des Tages gruppierten sich die amerikanischen Verbände kreisförmig, im Abstand von etwa 1 Kilometer zum Altstadtring; die zunächst offene Lücke im Südwesten war damit geschlossen. In der Nacht dieses Tages verließen die militärischen und politischen Befehlshaber (Oberst Wolf, Gauleiter Holz, Oberbürgermeister Liebel) ihren bisherigen Befehlsstand im Paniersbunker, da er nun in der Reichweite amerikanischer Granatwerfer lag, und zogen sich in den Palmenhofbunker am Polizeipräsidium in der südwestlichen Ecke der Altstadt zurück. Gauleiter Holz funkte ein fanatisches Ergebenheitstelegramm an Hitler, in dem er Widerstand bis zum Untergang ankündigte.
Holz verfolgte zwar den Plan, die Alliierten an der Einnahme Nürnbergs zu hindern, zugleich allerdings war ihm bekannt, dass dieses Vorhaben nicht realistisch war. Selbst wenn es gelungen wäre, die angreifenden Einheiten aufzuhalten, so wäre die Konsequenz nicht gewesen, dass der amerikanische Vormarsch aufgehalten worden wäre, sondern dass um Nürnberg ein Kessel entstanden wäre und die restlichen amerikanischen Einheiten um Nürnberg herum ihren Vormarsch fortgesetzt hätten. Daraus ergibt sich, dass sogar im Falle des Gelingens von Holz’ Plan militärisch oder politisch nichts zu erreichen war, jedoch die Bevölkerung der Stadt sowie die kämpfenden Einheiten in größter Zahl zu Tode gekommen wären. Das Vorhaben kann daher als geplante Massentötung der eigenen Bevölkerung angesehen werden. Diese Haltung, den kollektiven Mord beziehungsweise Selbstmord der Kapitulation vorzuziehen, entsprach der Forderung Hitlers an die Reichsverteidigungskommissare.

### 19. April 1945, Donnerstag

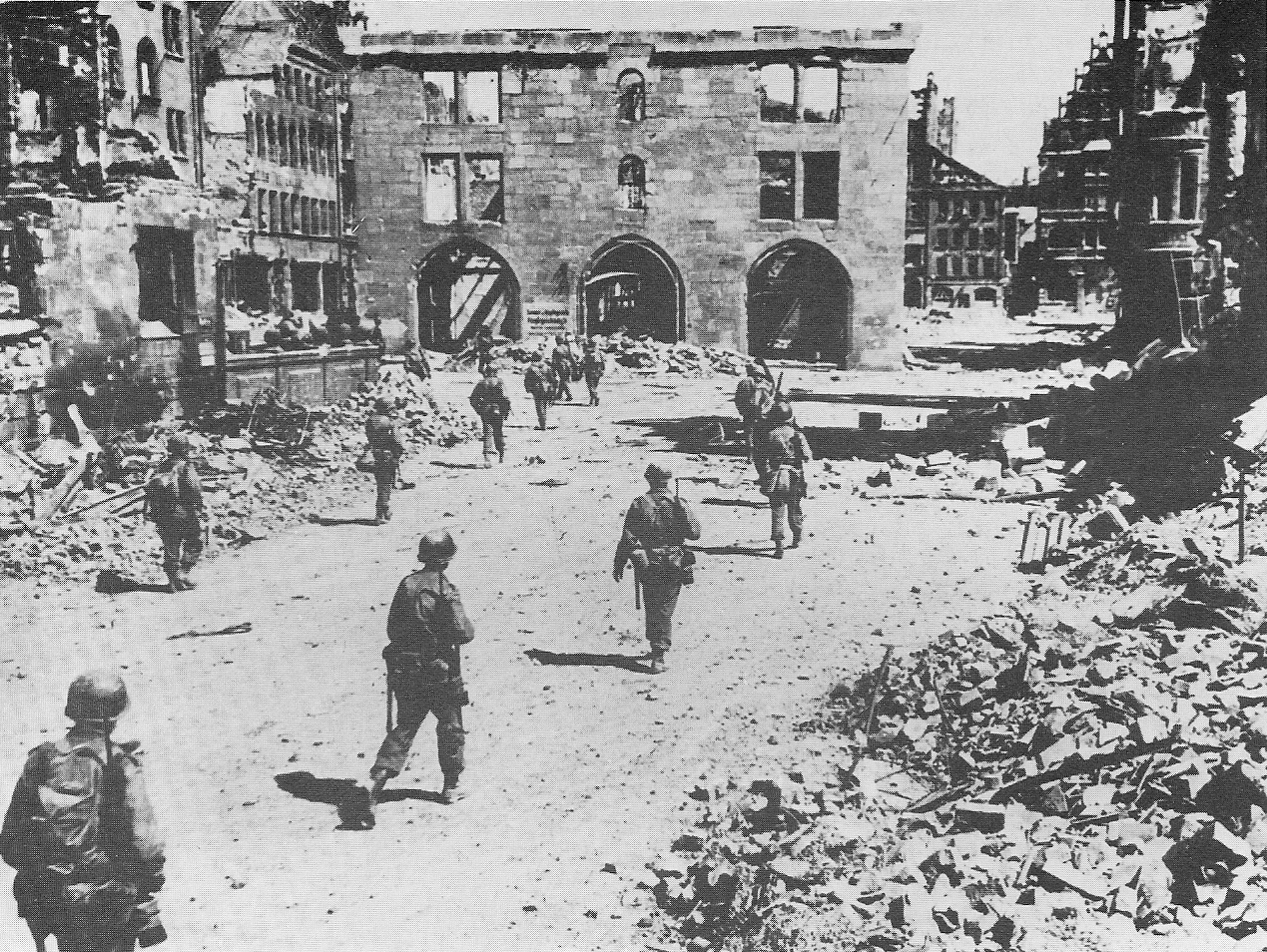
Soldaten der 3. Inf.-Div. am 20. April 1945 an der Mauthalle

Am Morgen des 19. April 1945 war Fürth kampflos übergeben worden, so dass die 42. Division ungehindert von Westen nach Nürnberg vordringen konnte. Im Stadtviertel St. Johannis in Burgnähe (insbesondere an der Burgschmietstraße nahe dem Tiergärtnertor), am Maxtor und am Laufer Tor sowie am Hauptbahnhof und am Plärrer steigerte sich der Straßenkampf zum Häuserkampf. Entsprechend groß war das Ausmaß der Zerstörungen, die bis heute im Stadtbild erkennbar sind. Im Häuserkampf setzten die Deutschen insbesondere Scharfschützen ein. Am Abend des 19. April waren die Amerikaner rundum an die letzte Verteidigungslinie, den Altstadtring, vorgedrungen. So standen die amerikanischen Soldaten beim Hauptbahnhof in der Königstraße sowie am Plärrer.

### 20. April 1945, Freitag

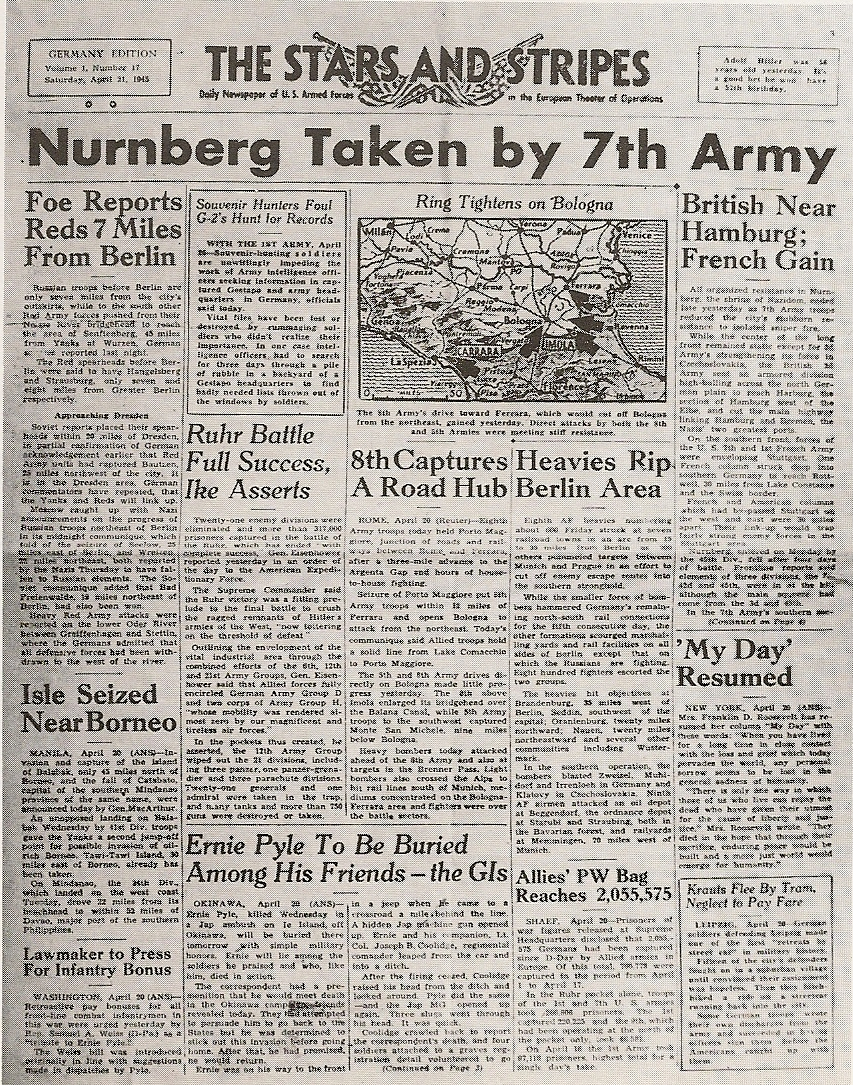
Titelblatt der Stars and Stripes vom 21. April 1945

Am 20. April 1945, der im nationalsozialistischen Deutschland als „Führergeburtstag“ begangen wurde, nahm sich Oberbürgermeister Liebel entweder selbst das Leben oder wurde aufgrund seiner Bereitschaft zur Übergabe der Stadt von Gauleiter Holz erschossen; das Geschehen wurde nicht sicher geklärt. Nach Schilderung des überlebenden Kampfkommandanten Wolf erschoss Liebel sich gegen 00:30 Uhr am 20. April 1945 im Raum des Gauleiters Holz im Palmenhofbunker. Nach Übergabe eines unter dem Burgberg angelegten, weitverzweigten Tunnelsystems an die Amerikaner (3. Inf.-Div.) durch selbständiges Handeln der Bunkerinsassen und Räumung der Kaiserburg in den frühen Morgenstunden endete der Artilleriebeschuss. Kampfkommandant Wolf funkte gegen 10:30 Uhr an die verbliebenen Verteidiger den Befehl zum Einstellen des Feuers; jedoch übergab er die Stadt nicht, sondern stellte den Truppen ihr Handeln frei. Er handelte damit ähnlich wie in Würzburg, dessen Endkampf er zwei Wochen zuvor geleitet hatte, wo er das gleiche Ergebnis wie in Nürnberg bewirkte: weitgehende Zerstörung der wenigen verbliebenen Gebäude, Verlust zahlreicher Menschenleben, kein Einfluss auf das Kriegsgeschehen. Einzelne Einheiten setzten daher den Kampf fort, insbesondere die Gruppe um Gauleiter Holz mit einigen Hundert Mann Polizei und Militär im Palmenhofbunker, wo die Kämpfe bis zum Abend andauerten. Unter ihnen befand sich auch der Nürnberger Polizeipräsident Otto Kuschow, der während der Kampfhandlungen umkam.
Am frühen Abend des 20. April 1945 hielt O’Daniel am seinerzeit zum Adolf-Hitler-Platz umbenannten Hauptmarkt eine Siegesparade ab. Zu diesem Zweck wurden die Straßenschilder mit dem Aufdruck „Adolf-Hitler-Platz“ in Bezug auf O’Daniels Spitznamen „Iron Mike“ mit „Eiserner Michael Platz“ überschrieben, später am gleichen Tag wurden Schilder mit der Aufschrift „Roosevelt Place“ angebracht. Der Abhaltung der Siegesparade standen letzte Schusswechsel mit dem letzten Widerstandsnest im Palmenhofbunker nicht entgegen; noch während der Parade am Hauptmarkt wurde auch dieser letzte Widerstand (etwa einen Kilometer vom Hauptmarkt entfernt) gebrochen; dabei kam auch Holz durch Kampfhandlung oder Suizid zu Tode, nachdem er Auflösungserscheinungen unter den von ihm zum Kampfeinsatz befohlenen Polizisten selbst mit gezogener Waffe nicht mehr hatte verhindern können (gleichwohl gelang es Holz noch, aus dem Polizeipräsidium das Feuer auf eine Gruppe sich ergebender Polizisten und einen amerikanischen Soldaten auf der damaligen Waizen-, der heutigen Dr.-Kurt-Schumacher-Straße, zu richten und mehrere Menschen zu töten.) Als vermutlich letzten verbrecherischen Akt ließ Holz auf einen belgischen Parlamentär schießen, der sich dem Bunker näherte. O’Daniel verband die Siegesparade mit einem Trauerakt für den am 12. April 1945 verstorbenen Präsidenten Franklin D. Roosevelt. In der Nacht zum 21. April 1945 versuchte Wolf, durch Flucht der Gefangennahme zu entgehen. Am frühen Morgen des 21. April 1945 wurde er beim Versuch, sich in einem Keller zu verstecken, von einer amerikanischen Patrouille gefangen genommen. Im Süden der Stadt sollen einzelne Gruppen marodierender deutscher Soldaten bis zum 24. April ihre Waffen benutzt haben.

## Fazit
Die Verteidigung der Stadt war militärisch und politisch nahezu nutzlos. In ihrem Verlauf wurden wichtige Gebäude, Brücken und anderen Einrichtungen der Infrastruktur völlig zerstört, darunter die Türme der Sebalduskirche mit ihren Glocken und das zuvor bereits stark beschädigte Gaswerk. Der Vormarsch der US-Streitkräfte und somit die Befreiung des KZ Dachau wurde um mehrere Tage verzögert.
Bei der Schlacht um Nürnberg starben mindestens 901 Menschen:
- 371 Zivilpersonen und Zwangsarbeiter
- 130 amerikanische Soldaten der 3. und der 45. Infanteriedivisionen
- mindestens 400 Angehörige der deutschen Verbände, darunter viele Hitlerjungen bei Versuchen, Panzer im Nahkampf zu vernichten.

Daher wird das Handeln der auf deutscher Seite maßgeblichen Personen Liebel, Holz und Wolf als verwerflich gewertet.

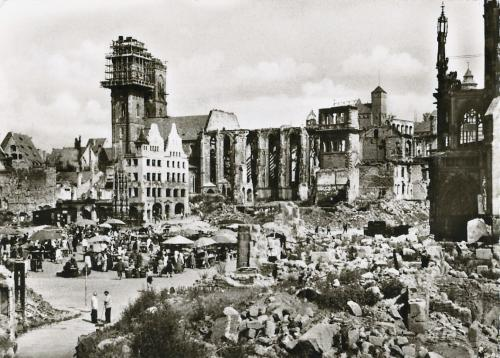
Blick über den Hauptmarkt zur zerstörten Sebalduskirche
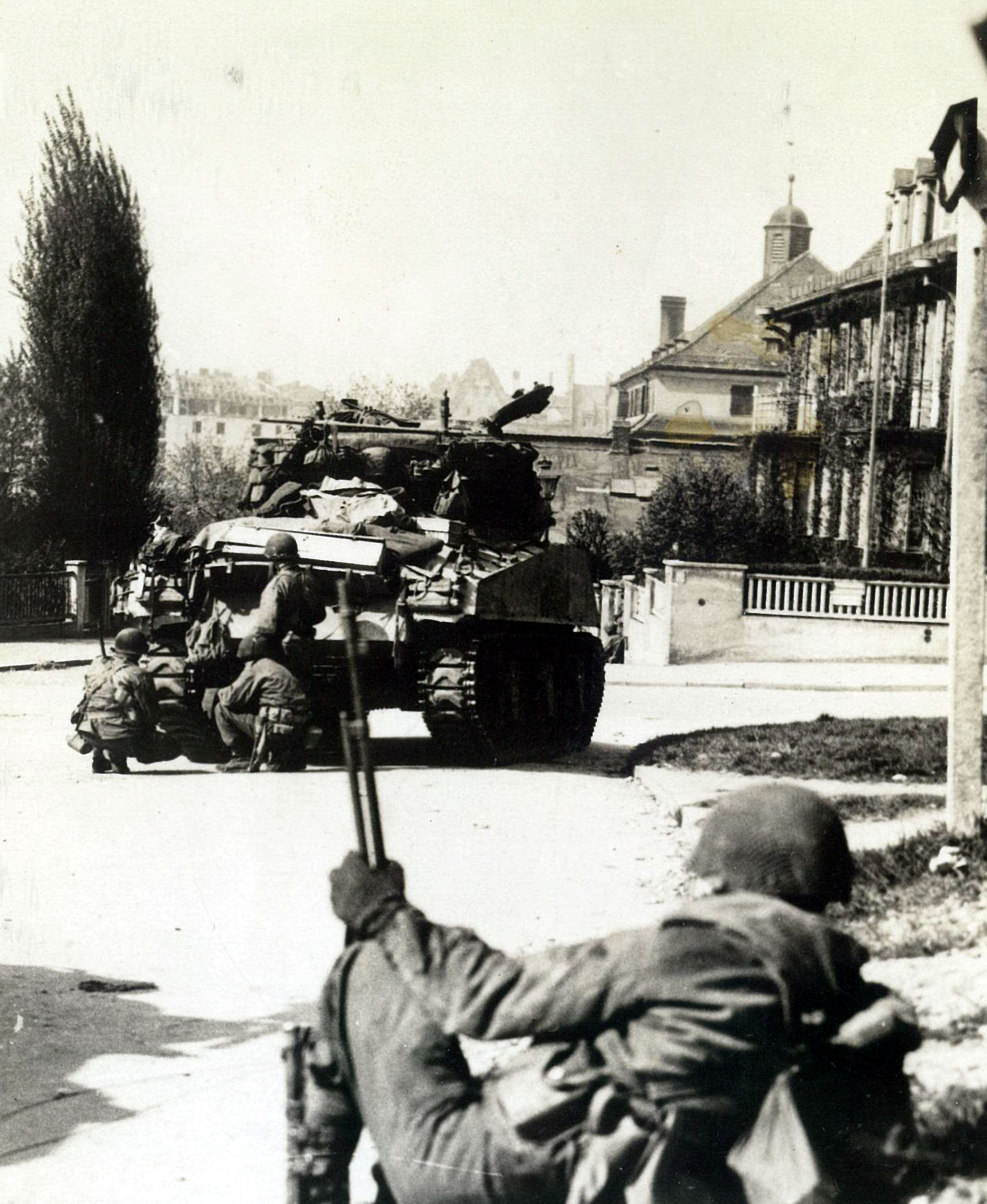
Amerikanische Infanterie sucht Deckung hinter Panzerfahrzeugen
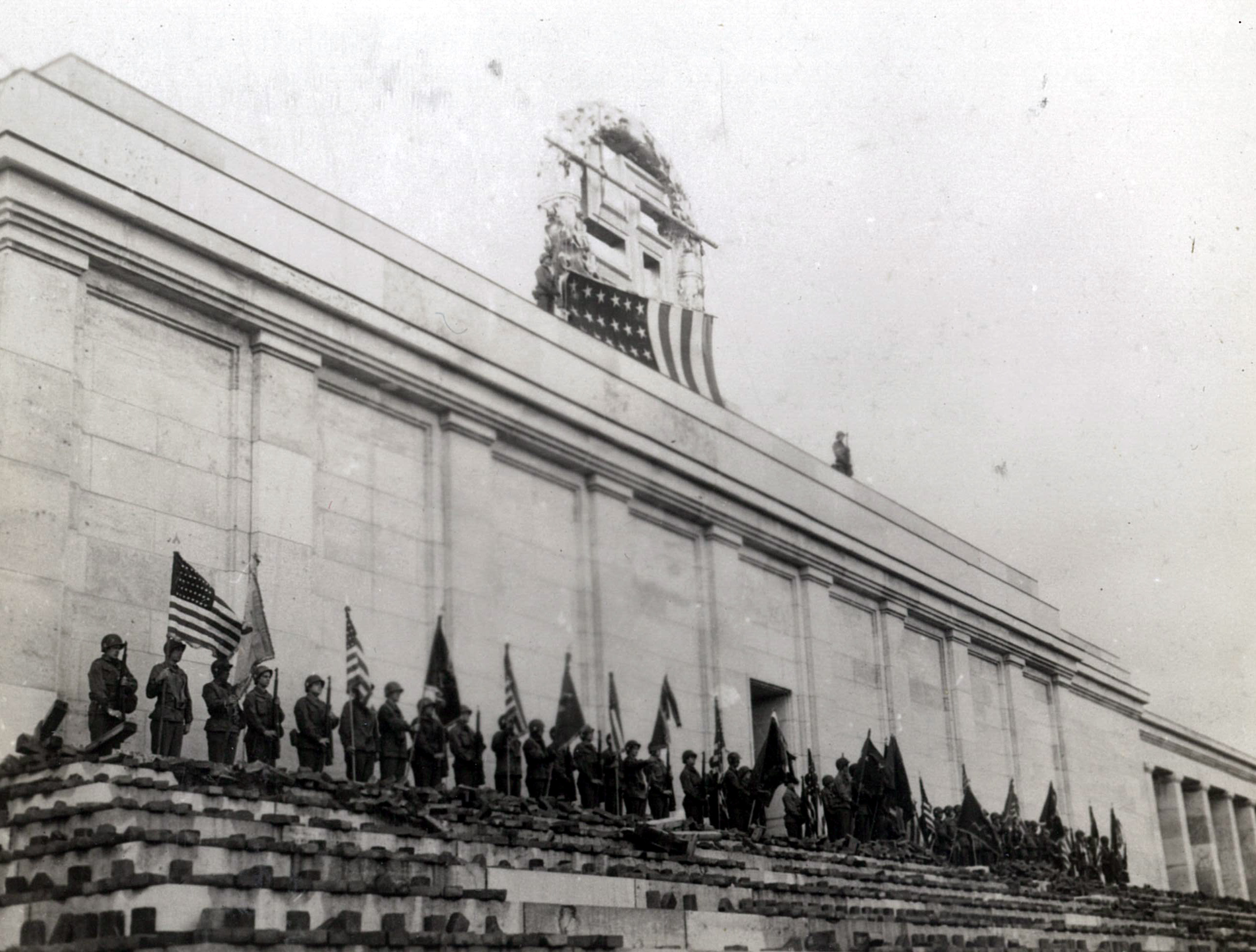
Amerikanische Soldaten hissen die Flagge der Vereinigten Staaten auf der Zeppelinhaupttribüne
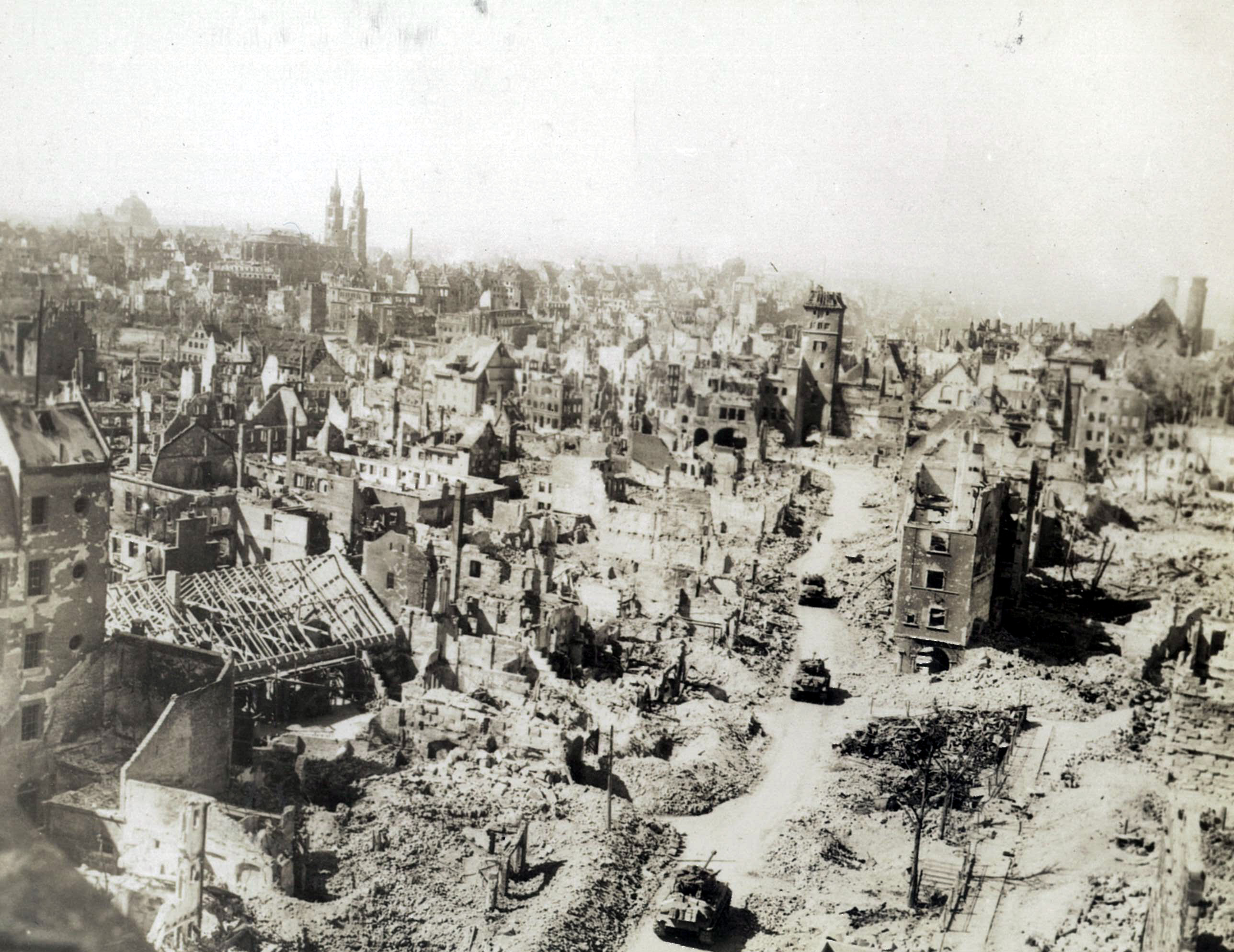
Amerikanische Panzer zwischen Trümmerbergen und ausgebrannten Wohnhäusern in der Nürnberger Innenstadt
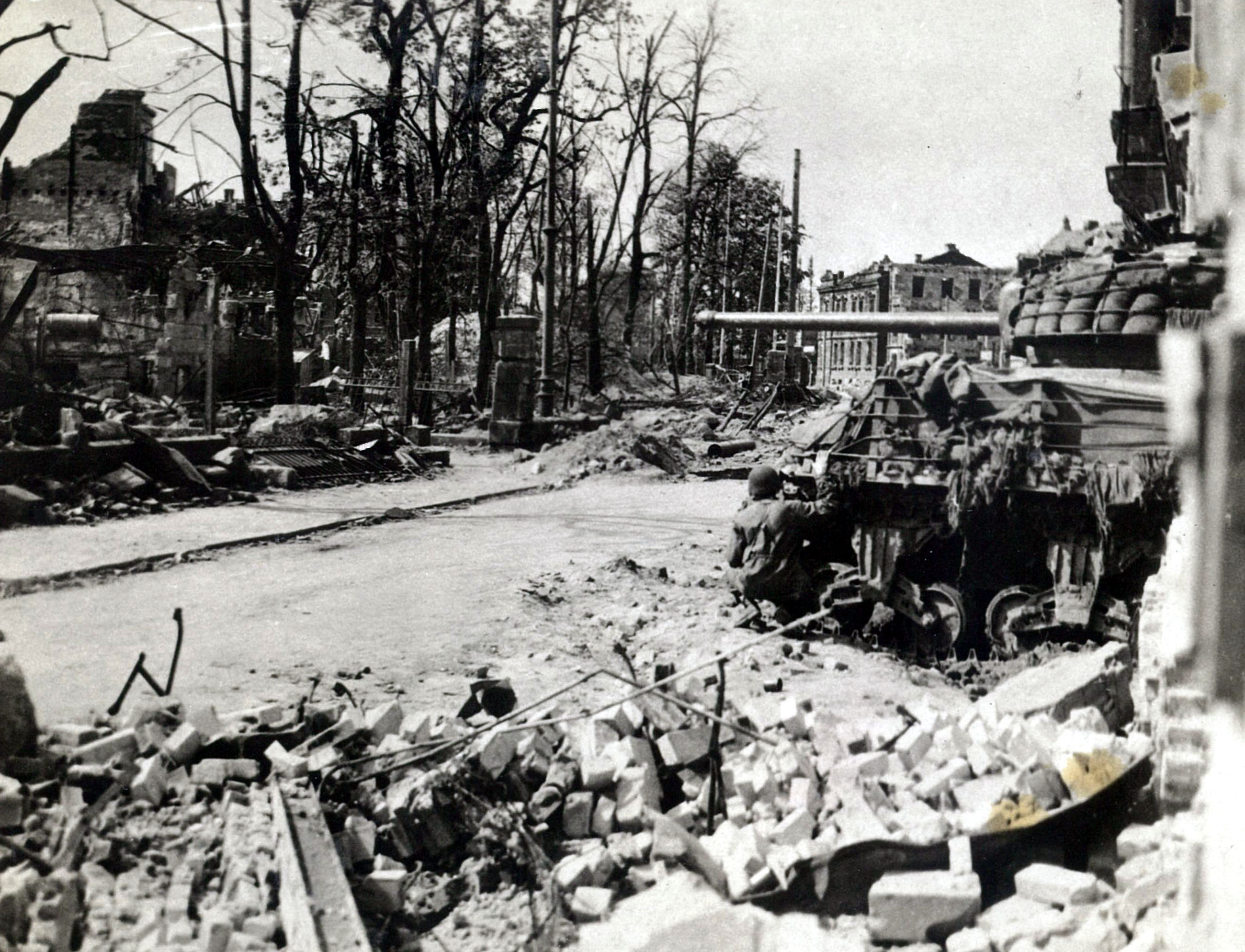
Ein Panzer dient als Deckung
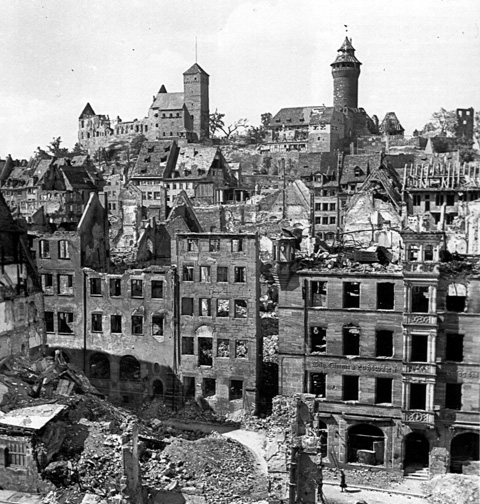
Der Sinwell- und Heidenturm sind verschont geblieben